# 매운 LOVE/Now Now Ningen/이런 게 아니야!
〈매운 LOVE/Now Now Ningen/이런 게 아니야!〉(激辛LOVE/Now Now Ningen/こんなハズジャナカッター! 게키가라라브/나우나우닌겐/곤나하즈야나가자타![*])는 BEYOOOOONDS의 두 번째 싱글이다. 2021년 3월 3일에 업프런트 워크스 (Zetima)에서 발매됐다.

## 개요
초회생산한정반 A · B · C · 비타민, 통상반 A · B · C의 일곱 가지 형태로 발매됐다. 초회생산한정반 A · B · C · 비타민에는 DVD가 들어있다. 모든 초도 생산 한정반에는 이벤트 참가권이 봉입된다. 통상반의 모든 초도 사양에는 트레이딩 카드(통상반 A에는 〈激辛LOVE / 매운 러브〉(이하, ‘매운 러브’), 통상반 B에는 〈Now Now Ningen〉, 통상반 C에는 〈こんなハズジャナカッター! / 이런 게 아니야!〉(이하, ‘이런 게 아니야!’)의 각각의 의상의 솔로 12종+단체 1종 중에서 랜덤으로 1장)가 봉입되어 있다.

## 발매일
| 국가 | 날짜           | 레이블 | 포맷                                    | 카탈로그 번호                          |
| ---- | -------------- | ------ | --------------------------------------- | -------------------------------------- |
| 일본 | 2021년 3월 3일 | Zetima | CD 맥시 싱글+DVD                        | EPCE-7608 ~ 09 (초회생산한정반 A)      |
| 일본 | 2021년 3월 3일 | Zetima | CD 맥시 싱글+DVD                        | EPCE-7610 ~ 11 (초회생산한정반 B)      |
| 일본 | 2021년 3월 3일 | Zetima | CD 맥시 싱글+DVD                        | EPCE-7612 ~ 13 (초회생산한정반 C)      |
| 일본 | 2021년 3월 3일 | Zetima | CD 맥시 싱글+DVD                        | EPCE-7614 ~ 15 (초회생산한정반 비타민) |
| 일본 | 2021년 3월 3일 | Zetima | CD 맥시 싱글                            | EPCE-7616 (통상반 A)                   |
| 일본 | 2021년 3월 3일 | Zetima | CD 맥시 싱글                            | EPCE-7617 (통상반 B)                   |
| 일본 | 2021년 3월 3일 | Zetima | CD 맥시 싱글                            | EPCE-7618 (통상반 C)                   |
| 일본 | 2021년 3월 3일 | Zetima | 다운로드 (AAC-LC)                       |                                        |
| 일본 | 2021년 3월 3일 | Zetima | 고음질 음원 다운로드 (FLAC 96kHz/24bit) |                                        |